# 一緒に・・・
「一緒に…」（いっしょに…）はMAXの15枚目のシングルである。1999年11月25日発売。

## 概要
- 本作から形態がマキシシングルに変わった。
- MAXとしては初となるミディアムテンポのバラード風シングルであり、グループ2番目のシングルセールスを記録している。
- 前々作「あの夏へと」を手がけたTUBEの前田亘輝、春畑道哉らを中心とする音楽プロジェクトPIPELINE PROJECTが楽曲を提供している。
- 第50回NHK紅白歌合戦で歌唱した。

- 2020年12月9日にリアレンジ新録バージョン「一緒に… (Happiness 2020)」をデジタル配信でリリースした。同バージョンのミュージックビデオは、MAXと同じ事務所に所属する朝日奈央が出演している[1]。2021年7月28日発売のシングル「Do Shot」にカップリング曲として収録され、同シングルのCD+DVD盤はミュージックビデオも収録している[2]。
- AKI在籍時の2006年〜2007年に北京進出を目指していた時期に「一緒に…」をオーケストラをバックに中国語で歌唱したものがレコーディングされているが、未発表となっている。

このレコーディングはファンクラブイベントの一環としてファンの前で公開収録が行われたほか、テレビ番組channel-aでもその時の模様が一部放送され、2007年に日中で発売するミニアルバムに収録予定とアナウンスされたが、結局ミニアルバム自体が発売されなかった。
- 2005年のシングル「あなたを想うほど」の初期アナウンスでは、カップリングに新録の2005Ver.が収録されるとしていたが、キャンセルになった。

## 収録曲

### オリジナル版マキシシングル
1. 一緒に･･･
作詞・作曲・編曲：PIPELINE PROJECT
2. POWDER SHADOW
作詞：小竹正人 / 作曲・編曲：PIPELINE PROJECT
3. 一緒に･･･ (Groove That Soul Remix)
リミックス：日高智（GTS）
4. 一緒に･･･ (Original Karaoke)
5. POWDER SHADOW (Original Karaoke)

### Happiness 2020 配信シングル
1. 一緒に… (Happiness 2020)
作詞・作曲：PIPELINE PROJECT / 編曲:KAZ

## タイアップ
- 一緒に･･･
  - Nikon「COOLPIX」CMソング
  - 日本テレビ系『GiRLS²』エンディングテーマ
  - MBS・TBS系『BIG WEDNESDAY』エンディングテーマ
  - フジテレビ系『ホンダオデッセイ杯オープンフィギュア』テーマソング

## 収録アルバム
一緒に…
- EMOTIONAL HISTORY (#9)
- PRECIOUS COLLECTION 1995-2002 (Disc-2 #3)
- MAXIMUM PERFECT BEST (Disc-1 #3)
- SUPER EUROBEAT presents HYPER EURO MAX (#4, Sweet Mix)
- MAXIMUM TRANCE (#13, DJ Remo-con Remix)
- NEW EDITION 〜MAXIMUM HITS〜 (#6, GIRA MUNDO MIX)
- NEW EDITION II 〜MAXIMUM HITS〜 (#11, 2019 Mix)